# Alexandros Tabakis
Alexandros Tabakis (Atenas, Grecia; 8 de diciembre de 1992), conocido como Alex Tambakis, es un futbolista griego. Juega de guardameta y su equipo actual es el New Mexico Utd. de la USL Championship estadounidense.

## Trayectoria
En 2005 entró a las inferiores del Panathinaikos y fue promovido al primer equipo el 1 de julio de 2011, fecha en que firmó su primer contrato profesional con el club por cinco años. Debutó profesionalmente el 23 de abril de 2012 en la victoria del Panathinaikos por 4:0 sobre el Panetolikos FC.
El 2 de febrero de 2015, Tabakis fue enviado a préstamo al VVV-Venlo de la Eerste Divisie por el resto de la temporada. Sin embargo no disputó encuentros con el primer equipo, solo lo hizo con el equipo sub-21 del club.
El 25 de enero de 2016 fichó por el Atlanta United. El griego se convirtió en el primer fichaje del nuevo equipo de la MLS, de cara a su temporada inaugural de 2017. El guardameta fue enviado a préstamo al Charleston Battery de la tercera división estadounidense, Tambakis jugó 21 encuentros por el club en la temporada 2016, y registró 6 arcos en cero.
Debutó por Atlanta el 3 de octubre de 2017 contra el Minnesota United por la MLS, luego de la expulsión de Kyle Reynish.
La opción del jugador no fue ejercida por Atlanta al término de la temporada 2017, y dejó el club. El 2 de marzo de 2018 fichó por el North Carolina FC de la USL Championship.

## Estadísticas
Actualizado al último partido disputado el 7 de marzo de 2020.
| Panathinaikos · Grecia              |               |               |     |   |   |   |   |    |     |   |
| 1.ª                                 | 2011-12       | 3             | 0   | 0 | 0 | - | - | 3  | 0   |   |
| 1.ª                                 | 2012-13       | 0             | 0   | 0 | 0 | 0 | 0 | 0  | 0   |   |
| 1.ª                                 | 2013-14       | 0             | 0   | 0 | 0 | 0 | 0 | 0  | 0   |   |
| Total club                          | Total club    | 3             | 0   | 0 | 0 | 0 | 0 | 3  | 0   |   |
| Niki Volos · Grecia                 |               |               |     |   |   |   |   |    |     |   |
| 1.ª                                 | 2014-15       | 4             | 0   | 0 | 0 | - | - | 4  | 0   |   |
| Total club                          | Total club    | 4             | 0   | 0 | 0 | 0 | 0 | 4  | 0   |   |
| VVV · Países Bajos                  |               |               |     |   |   |   |   |    |     |   |
| 2.ª                                 | 2014-15       | 0             | 0   | 0 | 0 | - | - | 0  | 0   |   |
| Total club                          | Total club    | 0             | 0   | 0 | 0 | 0 | 0 | 0  | 0   |   |
| Atlanta United Estados Unidos       |               |               |     |   |   |   |   |    |     |   |
| 1.ª                                 | 2017          | 1             | 0   | 0 | 0 | - | - | 1  | 0   |   |
| Total club                          | Total club    | 1             | 0   | 0 | 0 | 0 | 0 | 1  | 0   |   |
| Charleston Battery Estados Unidos   |               |               |     |   |   |   |   |    |     |   |
| 3.ª                                 | 2016          | 21            | 0   | 0 | 0 | - | - | 21 | 0   |   |
| 2.ª                                 | 2017          | 8             | 0   | - | - | - | - | 8  | 0   |   |
| Total club                          | Total club    | 29            | 0   | 0 | 0 | 0 | 0 | 29 | 0   |   |
| North Carolina Estados Unidos       |               |               |     |   |   |   |   |    |     |   |
| 2.ª                                 | 2018          | 33            | 0   | 1 | 0 | - | - | 34 | 0   |   |
| 2.ª                                 | 2019          | 30            | 0   | 1 | 0 | - | - | 31 | 0   |   |
| 2.ª                                 | 2020          | 1             | 0   | - | - | - | - | 1  | 0   |   |
| Total club                          | Total club    | 64            | 0   | 2 | 0 | 0 | 0 | 66 | 0   |   |
| Total carrera                       | Total carrera | Total carrera | 101 | 0 | 2 | 0 | 0 | 0  | 103 | 0 |
| (1) Incluye datos de la US Open Cup |               |               |     |   |   |   |   |    |     |   |

## Palmarés

### Títulos nacionales
| Título         | Club          | País   | Año     |
| -------------- | ------------- | ------ | ------- |
| Copa de Grecia | Panathinaikos | Grecia | 2013-14 |